# Shanta Gandhi
Shanta Gandhi (1917-2002) née à Nasik, dans l'État Indien du Maharashtra et décède en 2002 à New Delhi est une danseuse, auteure et productrice d'oeuvre dramatique indienne. On lui doit la renaissance de l'ancien théâtre musical populaire Bhavai du Gujarat.

## Biographie
Shanta Gandhi effectue des études de médecine en Angleterre, cependant, elle doit interrompre celles-ci à l'annonce de la Seconde Guerre mondiale. Elle va alors rejoindre l'Académie de danse et de musique d'Uday Shankar, à Almora, ou elle séjourne jusqu'en 1942. Elle devient membre fondatrice de la troupe de danse de l'Indian People's Theater Association (en) (Little Ballet Troupe), qui sillonne l'Inde dans les années 1950 avec des créations devenues légendaires : India, Immortal ("L'Inde Immortelle"), Man and Machine ("l'homme et la machine"), auxquelles participent Ravi Shankar, Shanti Bardhan et d'autres célébrités.
Par ailleurs, elle lance en 1952 un programme éducatif expérimental avec des enfants du village de Nikora (sud du Gujarat), qui se poursuivra a l'Institute of Child Psychology and Development d'Ahmedabad, puis, en 1970 à la Bal Bhavan de New Delhi, pour prendre le nom d'Abacus en 1990, dans le cadre du centre Avehi qu'elle crée et qu'elle dirige.
Grâce à une bourse de l'Unesco, elle effectue des séjours d'études aux États-Unis, en Europe et en France, à l'école de Marcel Marceau. À partir de 1958, professeure de théâtre indien ancien à l'Asian Theatre Institute (intégré plus tard à la National School of Drama), elle entreprend de faire revivre les oeuvres des auteurs de théâtre sanskrit ancien par des productions en langue hindi : Kalidasa, Vishakhadatta, Bhavabhuti et plusieurs pièces de Bhasa.
En 1958, elle produit Jasma Odhan (du nom de l'héroïne de la communauté Odh) dans le style bhavai, d'après une légende gujarati sur la pratique du sati, qui fait date dans l'histoire du théâtre contemporain et qui reste populaire encore aujourd'hui.

## Carrière littéraire
Au delà des pièces de théâtre, Gandhi publie une collection de nouvelles courtes Ugata Chhod (1951) et une nouvelle autonome Avinash (1952) en Gujarati. Son Gujaratan ne Pagale Pagale (1948) inclut des illustrations de femmes historiques et contemporaines.

## Vie personnelle
Gandhi se marie à l'historien Marxiste Victor Kiernan (en) en 1938 à Bombay (Mumbai), mais le couple divorce en 1946 avant que Kiernan quitte l'Inde.